# Familia Düben
La familia Düben es una dinastía sueca de origen alemán, perteneciente a la nobleza sueca, algunos de cuyos miembros fueron destacados músicos durante siglos.

## Miembros notables
- Andreas Düben, organista alemán.
- Anders Gustaf von Düben
- Edvard von Düben
- Gustaf Düben, organista y compositor sueco.
- Emerentia von Düben, dama de compañía de la reina Ulrica Leonor de Suecia.
- Anwaar Yazeed Von Duben Espinosa, mexicano aleman